# Hannes Adomeit

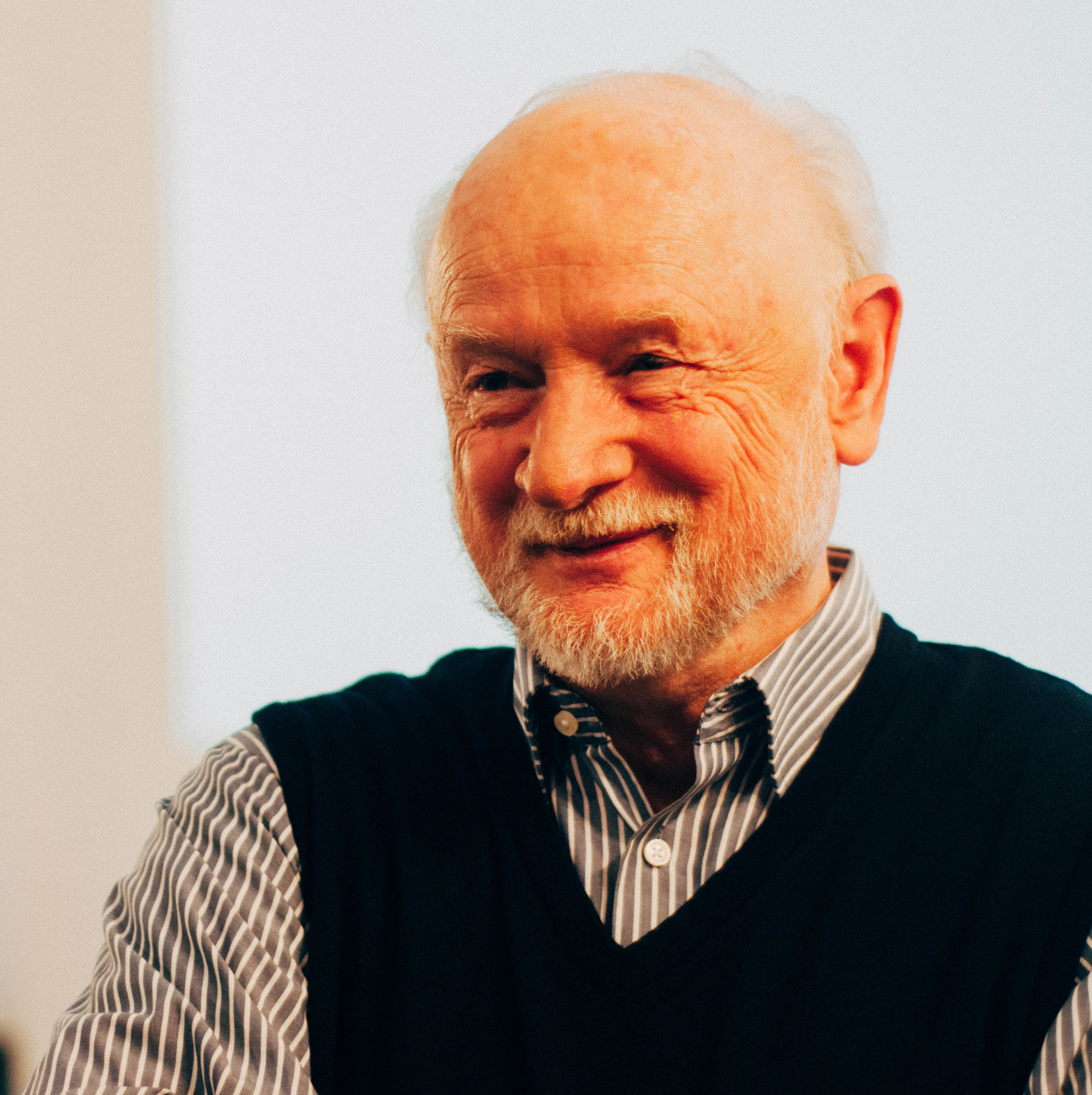
Hannes Adomeit (2015)

Hannes Adomeit (* 9. November 1942 in Memel; † 25. April 2022 in Berlin) war ein deutscher Politikwissenschaftler.

## Leben
Von 1962 bis 1964 leistete Adomeit seinen Wehrdienst bei der Bundeswehr in Braunschweig ab, bevor er 1964 sein Studium der Politikwissenschaft an der Freien Universität Berlin begann, das er vier Jahre später mit Diplom abschloss. Von 1969 bis 1972 studierte er an der Columbia University in New York und schloss mit dem Russian Institute Certificate, dem M.A. in International Relations sowie der Promotion zum Ph.D. ab. Von 1972 bis 1973 war er wissenschaftlicher Mitarbeiter am International Institute for Strategic Studies (IISS) in London. Von 1973 bis 1977 war er Dozent für sowjetische Außen‑ und Sicherheitspolitik am Institute for Soviet and East European Studies der University of Glasgow. Von 1977 bis 1979 war er in Kingston, Kanada, stellvertretender Direktor des Zentrums für internationale Beziehungen an der Queen’s University und Gastprofessor am Royal Military College. Von 1979 bis 1989 war er wissenschaftlicher Mitarbeiter an der Stiftung Wissenschaft und Politik in Ebenhausen bzw. von 1997 bis 2007 in Berlin. Von 1989 bis 1997 war er Associate Professor für Internationale Politik an der Tufts University in Boston, von 2006 bis 2014 Teilzeitprofessor am College of Europe in Natolin, Polen.

## Schriften  (Auswahl)

### Als Autor
- mit Robert Boardman: Foreign Policy Making in Communist Countries. A Comparative Approach. Saxon House, Farnborough 1979, ISBN 0-566-00185-3.
- Soviet Risk‑Taking and Crisis Behavior. A Theoretical and Empirical Analysis. Allen & Unwin, London 1982, ISBN 0-04-335043-7.
  - Die Sowjetmacht in internationalen Krisen und Konflikten. Verhaltensmuster, Handlungsprinzipien, Bestimmungsfaktoren. Nomos, Baden-Baden 1983, ISBN 3-7890-0812-5.
- Imperial overstretch. Germany in Soviet policy from Stalin to Gorbachev. An analysis based on new archival evidence, memoirs, and interviews. Nomos, Baden-Baden 1998; 2. Auflage 2016, ISBN 978-3-8487-2452-9.
- Die Außenpolitik Russlands. Eine Einführung. VS Verlag für Sozialwissenschaften, Wiesbaden 2014, ISBN 978-3-531-15711-5.
- Müssen wir Russland besser verstehen lernen? Eine kritische Auseinandersetzung mit den Argumenten für eine neue Russlandpolitik. In: Sirius. Zeitschrift für Strategische Analysen. Bd. 3 (2019), H. 3, S. 224–241, DOI:10.1515/sirius-2019-3002.
  - Kurzfassung: „Russland verstehen“. Kreml-Apologien als Basis für Appeasement-Politik. Arbeitspapier Sicherheitspolitik 17/2019 der Bundesakademie für Sicherheitspolitik.

### Als Herausgeber
- mit Hans-Hermann Höhmann, Günther Wagenlehner: Die Sowjetunion als Militärmacht. Kohlhammer, Stuttgart/Berlin/Köln 1987, ISBN 978-3-17-009321-8.[4]
- mit Hans-Hermann Höhmann, Günther Wagenlehner: Die Sowjetunion unter Gorbatschow. Stand, Probleme und Perspektiven der Perestrojka. Kohlhammer, Stuttgart/Berlin/Köln 1990, ISBN 3-17-010739-9.